# Кривицкий, Давид Исаакович
Да́вид Исаа́кович Криви́цкий (12 мая 1937, Киев — 16 августа 2010, Москва) — советский и российский композитор, скрипач. Член Союза композиторов СССР с 1968 года.
Автор более 2000 произведений, среди которых 8 опер, 5 балетов, 4 симфонии, 36 инструментальных концертов, 4 кантаты, около 70 сонат и множества произведений вокальной, хоровой музыки, а также музыки к кинофильмам и театральным постановкам.

## Биография
Родился 12 мая 1937 в Киеве в семье известных музыкантов: мать — пианистка Клара Фрейверт, отец — педагог, концертмейстер Киевской оперы Исаак Кривицкий.
Обучался в киевской музыкальной школе, затем в 1960 году окончил Киевскую консерваторию по классу скрипки А. Г. Манилова, позже поступил в Московский институт им. Гнесиных (в класс композиции проф. Г. И. Литинского), который окончил за три года в 1968 году.
Его сочинения исполнялись такими выдающимися музыкантами, как дирижёры Г. Рождественский, В. Дударова, А. Кац, пианисты А. Ведерников и Е. Леонская, скрипачи В. Пикайзен, М. Яшвили, З. Шихмурзаева, И. Калер, М. Секлер, А. Бруни, виолончелисты А. Рудин и Ю. Лоевский, трубач Т. Докшицер и многие другие.
В 1983 году композитор неожиданно тяжело заболел. Прикованный к постели, ощутил творческий взлёт, один за другим создавал многочисленные музыкальные опусы.
Скончался 16 августа 2010 года в Москве. Урна с прахом захоронена в колумбарии Донского кладбища.
Дочь — известная органистка и музыковед, профессор Московской консерватории, Заслуженный деятель искусств РФ Евгения Давидовна Кривицкая.

## Творчество
В 1970-х — начале 1980-х годов много работал в театре (в частности, в московском театре «Современник», где шли спектакли с его музыкой «Двенадцатая ночь» Шекспира, «Доктор Стокман» Г. Ибсена), в кино - на творческом объединении «Экран» (фильм-спектакль «Пиквикский клуб» по Диккенсу, «Ночь ошибок», «Рысь выходит на тропу»), завоевав высокую репутацию в музыкальных кругах.
Автор более 2 000 произведений, среди них: оперы (среди которых «Доктор Живаго» по роману Бориса Пастернака), балеты, симфонии, разнообразная камерная музыка — для взрослых и детей, более 30 инструментальных концертов.
В последние годы жизни опубликовал ряд разнообразных пьес, так называемого, педагогического репертуара (для детей самого разного возраста), уникальные издания «6 сонат для флейты соло», «6 сонат для альта соло» и др.

## Список произведений

### Оперы
- «Путешествие к игрушкам» (по М. Садовскому, 1971),
- «Пьер и Люс» (по Р. Роллану, 1971),
- «Городок Жур-Жур» (по Г.Баллу и Г. Демыкиной, 1972),
- «Чудеса» (по Д. Хармсу, 1985),
- «Четыре портрета» (по Д.Самойлову, 1985),
- «Доктор Живаго» (по Б. Пастернаку, 1991),
- «Не хвастай, время, властью надо мной» (по В. Шекспиру, 1994),
- «Черный обморок» (по В. Набокову, 1997).

### Музыкальные драмы
- «Бабий Яр» (на собственное либретто по поэме Е. Евтушенко, 1994),
- «Развенчанная надежда» (на собственное либретто, 2001),
- «Параллельные миры» (на собственное либретто, 2008).

### Балеты
- «Рафаэль де Валантен» (по мотивам «Шагреневой кожи» Оноре де Бальзака, 1978),
- «Пышка» (по Ги де Мопассану, 1993),
- «Птица счастья» (по М. Метерлинку, 1995),
- «Лаура» (по В. Набокову, 2008),
- «Катя, отзовись!» (Памяти балерины Е. Максимовой, 2009).

### Для оркестра
- Увертюра (1966),
- Лирическая сюита (1967),
- Симфония «Желания и Расплата» (по «Шагреневой коже» О. де Бальзака, 1987),
- Концертная симфония № 1 для сопрано (по сонету XXXIX Ф. Петрарки, 1987),
- Вокальная симфония «Арфа царя Давида» для баса и симфонического оркестра (на стихи Псалмов Давида в переводе С. Аверинцева, 1990),
- Вокальная симфония «Новые врата» для сопрано и симфонического оркестра (на тексты библейских молитв и пророчеств, 1998).

### Кантаты
- «Голоса Терезина» (на слова детей-узников фашистского концлагеря Терезин в переводе В. Хорват, 1970),
- «Любовная» (на стихи нидерландского поэта И. Секунда в переводе С. Шервинского, 1984),
- «Военная» (на стихи А. Тарковского, 1984),
- «Фантастическая» (по поэме «Струфиан» Д. Самойлова, 1984),
- «Где стол был яств, там гроб стоит» (на стихи Г. Державина, 1992).

### Концерты
- для фортепиано с оркестром № 1
- для фортепиано с оркестром № 2
- для фортепиано с оркестром № 3
- для фортепиано с оркестром № 4
- для фортепиано с оркестром № 5
- для фортепиано с оркестром № 6
- для фортепиано с оркестром № 7
- для фортепиано с оркестром № 8
- для фортепиано с оркестром № 9
- для фортепиано с оркестром № 10
- для фортепиано с оркестром № 11
- для фортепиано с оркестром № 12
- для скрипки с оркестром № 1
- для скрипки с оркестром № 2
- для скрипки с оркестром № 3
- для виолончели с оркестром № 1
- для виолончели с оркестром № 2
- для виолончели с оркестром № 3
- для виоль д’амура с оркестром (1982)
- для флейты с оркестром (1988)
- для альтовой флейты с оркестром (1981)
- для гобоя с оркестром (1988)
- для кларнета с оркестром (1987)
- для бас-кларнета с оркестром (1980)
- для фагота с оркестром (1990)
- для трубы с оркестром № 1 (1989)
- для трубы с оркестром № 2 (1992)
- для тромбона с оркестром (1989)
- для валторны с оркестром (1989)
- для альпийского рога с оркестром (1999),
- двойной концерт для альта и фортепиано с оркестром (1997),
- двойной концерт для английского рожка и трубы пикколо с оркестром (1982),
- двойной концерт для скрипки и контрабаса с оркестром (1994),
- двойной концерт для скрипки и фортепиано с оркестром(2003),
- тройной концерт для скрипки, виолончели и фортепиано с оркестром (1989),
- тройной концерт для клавесина, органа и фортепиано с оркестром (1991).

### Для инструментов

#### Сонаты
- 24 сонаты для фортепиано (1970—2007),
- 6 сонат для скрипки (1980—1986),
- 6 сонат для альта (1996),
- 6 сонат для виолончели (1992),
- 6 сонат для флейты (1993),
- 6 сонат для гобоя (1994),
- 6 сонат для кларнета (1999),
- 6 сонат для тромбона (2001)

#### Ансамбли
- «Канцона» для 4-х скрипок (1987),
- Каприччо для 8-ми скрипок (1986),
- «Движение к вечности» для 24-х скрипок (1996),
- Концертная музыка № 3 для 3-х виоль д’амуров (1984),
- Концертная музыка № 5 для 4-х виолончелей (1984),
- Дифирамб для 8 виолончелей (1985),
- «Время течет, вечность неизменна» для 12 флейт (2002),
- «Втайне» для 7 гобоев (1997),
- «Ода» для 12 труб (1989),
- «В дни радости, печали и надежды» для 18 труб (1995).

### Вокальные

#### Хоры
- на стихи А. Ахматовой (1988),
- на стихи Б. Пастернака (1994),
- «Апофеоз сонету» для вокального октета и фортепиано в 4 руки (на стихи В. Брюсова, 1991)
- Рондолет для вокального квартета и фортепиано (на стихи М. Лохвицкой, 1997),
- Венок сонетов для вокального трио, фортепиано, флейты, скрипки и виолончели (на стихи В. Брюсова, 1985)

#### Для голоса
- Сонет «Любовь уснула на груди поэта» для голоса и фортепиано (на стихи Ф. Г. Лорки, 1985),
- Три сонета пушкинской поры для голоса и фортепиано (1987),
- Три сонета Шекспира для голоса и фортепиано (в переводе С. Маршака, 1987).

### Музыка к спектаклям
- «Выбор» А. Арбузова (Государственный академический театр имени Е. Вахтангова, 1971),
- «Правда хорошо, а счастье лучше» Островский, Александр Николаевич|А. Н. Островского (Армянский театр имени Сундукяна, 1972),
- «Продавец дождя» Р. Нэша (Московский драматический театр им. К. С. Станиславского, 1973),
- «Гроза» А. Н. Островского (Театр-студия киноактёра, 1974),
- «Двенадцатая ночь» Шекспира («Современник», 1975);

### Музыка к телеспектаклям
- Записки Пиквикского клуба (телеспектакль) 1972
- Ночь ошибок (телеспектакль, 1974)
- Возвращение (фильм-спектакль, 1975) по повести И. С. Тургенева «Два приятеля»;
- Шагреневая кожа (фильм-спектакль, 1975) по повести Оноре де Бальзака;
- Доктор философии (фильм-спектакль, 1976)
- Аз и Ферт (фильм-спектакль, 1981) по мотивам водевиля П. Фёдорова и др.

### Музыка к мультфильмам
1. 1970 — Внимание! Волки!
2. 1971 — Только для взрослых (серия мультфильмов)
3. 1972 — Зелёный кузнечик
4. 1973 — Приключения Мюнхаузена. Меткий выстрел
5. 1974 — Приключения Мюнхаузена. Павлин
6. 1975 — Мук-скороход
7. 1977 — Марусина карусель
8. 1978 — Краденое солнце
9. 1980 — Чудеса
10. 1981 — Шиворот-навыворот
11. 1981 — Не заглушить, не вытоптать года...
12. 1982 — Укрощение велосипеда
13. 1983 — Аттракцион